# Барабановка (Крым)
Барабановка (ранее Дмитриевка; укр. Барабанівка) — исчезнувшее селение в Красногвардейском районе Республики Крым. Находилось на юго-востоке района, примерно в 1 километре севернее современного села Найдёновка.

## История
Предшественником Барабановки был болгарский хутор Дмитриевка, первое документальное упоминание которого встречается в Списке населённых пунктов Крымской АССР по Всесоюзной переписи 17 декабря 1926 года, согласно которому на хуторе Дмитриевка, в составе Табулдинского сельсовета Симферопольского района, числилось 2 двора, все крестьянские, население составляло 14 человек, из них 11 болгар и 3 украинца. Постановлением КрымЦИКа от 15 сентября 1930 года был создан Биюк-Онларский район (указом Президиума Верховного Совета РСФСР № 621/6 от 14 декабря 1944 года переименованный в Октябрьский), теперь как национальный (лишённый статуса национального постановлением Оргбюро ЦК КПСС от 20 февраля 1939 года), селение включили в его состав. Время присвоения селу названия Барабановка пока не установлено: на карте южного Крыма 1936 года оно уже присутствует.
После освобождения Крыма от нацистов в апреле, 12 августа 1944 года было принято постановление № ГОКО-6372с «О переселении колхозников в районы Крыма» и в сентябре 1944 года в район приехали первые новоселы (57 семей) из Винницкой и Киевской областей, а в начале 1950-х годов последовала вторая волна переселенцев из различных областей Украины. С 25 июня 1946 года Барабановка в составе Крымской области РСФСР. 26 апреля 1954 года Крымская область была передана из состава РСФСР в состав УССР. Время включения в Колодезянский сельсовет пока не установлено: на 15 июня 1960 года село уже числилось в его составе.Указом Президиума Верховного Совета УССР «Об укрупнении сельских районов Крымской области», от 30 декабря 1962 года, Октябрьский район был упразднён и село присоединили к Красногвардейскому. Упразднено к 1968 году (согласно справочнику «Крымская область. Административно-территориальное деление на 1 января 1968 года» — в период с 1954 по 1968 годы), как село Колодезянского сельсовета.